# 西備名区
西備名区（せいびめいく）とは、江戸時代後期に馬屋原重帯が記した備後地方各郡に関する郷土史書である。

## 概要
備後国品治郡向永谷村（現在の広島県福山市駅家町向永谷）の庄屋、馬屋原重帯（うまやはらしげよ、1762年 - 1836年（天保7年7月13日））が著した、備後福山藩領を中心とした西備（備後地方）全域の地誌。
内容は各町や村を単位としてその現況、歴史、民俗、地理、人物などを詳細に記述し、『福山志料』などその後の郷土史書地誌類の底本になった。『蘆品郡志』によると、「壮年より近傍の勝景等を探り、見聞せる諸事項を記録し、積て冊子となる」とされる。他の伝写本と異なり著者の自筆であり、完全な姿で子孫に所蔵されていること、備後全域のほとんど唯一の詳細な地誌として史料的価値がある。
1966年（昭和48年）4月28日に、広島県の指定重要文化財に指定された。

## 成立経緯
着手の年代については不明である。草稿本は、著者が43歳であった1804年（文化元年）に成立した。その後も改定増補が続けられ、清書本には「文化五年夏四日馬屋原重帯誌」の跋文（ばつぶん）がある。なお、初巻凡例に「本編二十三巻、文化元年草稿なる」という記述があるが、以後に分巻したか、または増巻したかは得能正通にもわからないとしている。郷土史家の濱本清一（鶴賓）は、脱稿の前後を合わせて編集には30～40年の年月が費やされたとの推察を述べている。

### 著作の動機
村上正名は、「かつては一城あるじの家柄、不遇にして衰えた家運に生まれ、遺書をひもといて思いを祖先にはせ、その事蹟をさぐる」とした。一歩進んで、土に埋もれた庶民の中から立派な先祖を見いだし、逆に支配層の先祖についても明らかにしたことから、封建的身分制度への懐疑的態度を読み解く論者もいる。

## 構成・内容
90巻34冊（完備）、清書本89巻89冊（初巻欠，第27巻後補）からなる。引用書目は240部に及び、加えて俚語俚諺、家々の言い伝えの類いまで広く収集している。俚語俚諺など、著者自身が疑わしいと思うものであっても蛇足を厭わずに掲載し、読者に委ねるという姿勢をとっている。
以下の目次は、得能正通編『備後叢書』掲載のものであるため、原本に無いものも含まれる。

### 西備名区
- 初巻 - 序、凡例、引用書目、惣編目録
- 巻之一 - 国初、天神、国号
- 巻之二 - 郡県、租、庸、調、貫、斛、水脈
- 巻之三 - 国神、国人、位田、職田、封戸、国司、守護
- 巻ノ四 - 国人、守護、探題、流人、偶居
- 巻ノ五 - 山名一家略伝
- 巻ノ六 - 杉原、高山
- 巻ノ七 - 毛利家譜上
- 巻ノ八 - 同下
- 巻ノ九 - 福島家譜上
- 巻ノ十 - 同下
- 巻ノ十一 - 浅野家譜
- 巻ノ十二 - 沼隈郡、一（統略、神島村、佐波村）
- 巻ノ十三 - 沼隈郡、二（郷分村、山手村、津之郷村）
- 巻ノ十四 - 沼隈郡、三（加屋村、地頭分村、長和村、山北村、早戸村、赤坂村、神村）
- 巻ノ十五 - 沼隈郡、四（今津村、新荘本郷村、東村、西村）
- 巻ノ十六 - 沼隈郡、五（高須村、山波村、松永村、柳津村、金見村、藁江村、藤江村、浦崎村）
- 巻ノ十七 - 沼隈郡、六（外常石村、内常石村、草深村、上山南村、中山南村、下山南村）
- 巻之十八 - 沼隈郡、七（田島村、横島村、百島村、走島村）
- 巻之十九 - 沼隈郡、八（能登原村）
- 巻之二十 - 沼隈郡、九（上山田村、中山田村、下山田村）
- 巻ノ二十一 - 沼隈郡、十（鞆町、後地村）
- 巻ノ二十二 - 沼隈郡、十一（鞆地名）
- 巻ノ二十三 - 沼隈郡、十二（鞆寺院）
- 巻ノ二十四 - 沼隈郡、十三（田尻村、水呑村、草戸村）
- 巻ノ二十五 - 深津郡、仁（統略、福山、福山候）
- 巻ノ二十六 - 深津郡、義（福山水野家軍功、島原一揆蜂起藩翰譜柳生伝、藩翰譜水野伝、旧章録除邑録）
- 巻ノ二十七 - 深津郡、礼（両殿、三代官、松下下総守忠雅朝臣、当主阿部候）
- 巻ノ二十八 - 深津郡、智（福山、寺院）
- 巻ノ二十九 - 深津郡、信（川口村、多治米村、野上村、本庄村、木之庄村、坂田村、中津原村、下岩成村、上岩成村、森脇村）
- 巻ノ三十 - 深津郡、忠（藪路村、奈良津村、吉津村、木之端村、三吉村、深津村、引野村、手城村）
- 巻ノ三十一 - 深津郡、孝（津之下村、野々浜村、大門村、能島村、吉田村、浦上村、坪生村、宇山村、市村、千田村）
- 巻ノ三十二 - 安那郡、元（統略、川北村、川南村）
- 巻ノ三十三 - 安那郡、享（川北、川南村）
- 巻ノ三十四 - 安那郡、利（上御領村、下御領村、八尋村、上竹田村、下竹田村）
- 巻ノ三十五 - 安那郡、貞（平野村、湯野村、徳田村、十九軒屋村、道上村、八軒屋村、中野村、粟根村、上加茂村、下加茂村、東法成寺村、西法成寺村）
- 巻ノ三十六 - 安那郡、貞附（箱田村、東中條村、西中條村、三谷村、山野村、矢川村、北山村、芦原村、百谷村）
- 巻ノ三十七 - 品治郡、一（統略、下山守村、上山守村、今岡村）
- 巻ノ三十八 - 品治郡、二（向永谷村）
- 巻ノ三十九 - 品治郡、三（大橋村、近田村、坊寺村、江良村、倉光村、万能倉村、中嶋村）
- 巻ノ四十 - 品治郡、四（服部永谷村、服部本郷村、助元村）
- 巻ノ四十一 - 品治郡、五（雨木村、上安井村、下安井村、新山村）
- 巻ノ四十二 - 品治郡、六（戸手村）
- 巻ノ四十三 - 品治郡、七（戸手村）
- 巻ノ四十四 - 品治郡、八（新市村）
- 巻ノ四十五 - 品治郡、九（宮内村）
- 巻ノ四十六 - 品治郡、十（宮内村）
- 巻ノ四十七 - 品治郡、十一（宮内村）
- 巻ノ四十八 - 品治郡、十二（宮内村）
- 巻ノ四十九 - 葦田郡、一（統略、福田村）
- 巻ノ五十 - 葦田郡、二（上有地村、下有地村、相方村、柞磨村、栗柄村、土生村）
- 巻ノ五十一 - 葦田郡、三（府川村、高木村、中須村、廣谷村、町村、本山村、荒谷村）
- 巻ノ五十二 - 葦田郡、四（府中市村、出口村、上山村、目崎村、父石村、河面村）
- 巻ノ五十三 - 葦田郡、五（久佐村、阿字村、行縢村、木野山村、桑木村、金丸村、常村、藤尾村）
- 巻ノ五十四 - 甲努郡、上（統略、斗升村、佐倉村、矢田多村、井永村、水永村、岡屋村、二森村、上下村、国留村、有田村）
- 巻ノ五十五- 甲努郡、下（坺湯村、太郎丸村、福田村、安田村、有福村、上領家村、中領家村、下領家村、亀箇谷村、五箇村、小塚村、黒目村、小堀村、階見村、稲草村、知和村、木屋村、梶田村、西野村、甲努本郷村、深江村、矢野村）
- 巻ノ五十六 - 神石郡、上（統略、父木野村、光信村、光末村、上村、小畠村、常光村、亀石村、大矢村）
- 巻ノ五十七 - 神石郡、中（阿下村、高蓋村、木津和村、田頭村、牧村、福永村、古河村、高光村、草木村、永野村、相渡村、三坂村、新免村、上野村）
- 巻ノ五十八 - 神石郡、下（井関村、坂瀬川村、時安村、近田村、花済村、李村、安田村、上豊松村、下豊松村、有木村、中平村、西油木村、東油木村、篠尾村、小野村）
- 巻ノ五十九 - 奴可郡、上（統略、福代村、河東村、久代村、河西村、宇山村、戸宇村、未渡村、始終村、山中村、平子村、久里村、大屋村、中迫村）
- 巻ノ六十 - 奴可郡、中（中野村、入江村、西城町、別所村、田鋤村、大戸村、大佐村、安田村、川鳥村、田黒村、菅村、諸原村、竹森村、粟田村、小串村、森脇村）
- 巻ノ六十一 - 奴可郡、下（下千鳥村、上千鳥村、所尾村、内堀村、塩原村、賀谷村、小奴可村、田殿村、森村、八鳥村、高尾村、尺田村、御坂村、小鳥原村、油木村）
- 巻ノ六十二 - 恵蘇郡、元（統略）
- 巻ノ六十三 - 恵蘇郡、享（比婆村、新市村、和南原村、上湯川村、下湯川村）
- 巻ノ六十四 - 恵蘇郡、利（三河内村、森脇村、上門田村、奥門田村、中門田村、宮内村、竹地谷村、和泉村、常定村、大月村、水越村、古頃村、金田村、湯木村、濁川村、河北村、永田村、木屋原村）
- 巻ノ六十五 - 恵蘇郡、貞（山内庄、本郷村、田原村、高暮村、高茂村、上村、下村、尾引村、木戸村、戸河村、上り原村、下り原村、三日市村、殿垣内村、南村、市村、岡大内村）
- 巻ノ六十六 - 三次郡、上（統略、横谷村、大畠村、光守村、森山中村、森山西村、大山村、森山束村、伊加和志村、大津村、上作木村、下作木村、西野村、上布野村、下布野村、戸河内村、門田村、香淀村、日下村、三原村、小文村、西入君村、東入君村、藤兼村、茂田村、石原村、櫃田村、泉吉田村、西河内村、東河内村、後山村、穴笠村、南畑敷村、西酒屋村、東酒屋村、青河村）
- 巻ノ六十七 - 三次郡、下（畠敷村、原村、上里村、上板木村、下板木村、大が谷村、羽出庭村、上河立村、下河立村、上志和知村、下志和知村、福田村、山家村、岡三淵村、四十貫村）
- 巻ノ六十八 - 三上郡、上（統略、川手村、庄原村、河西村、宮内村、新庄村、高村、小用村、永末村）
- 巻ノ六十九 - 三上郡、下（本村、上谷村、峰村、赤川村、高門村、春田村、一ツ木村、実留村、是松村、板橋村、大久保村）
- 巻ノ七十 - 三谿郡、上（統略、和智村、向江田村、萱瀬村、仁賀村、光清村、灰塚村、大谷村、安田村、雲通村、清綱村、丸田村、吉舎川之内村、吉舎本村、棗原村、三玉村）
- 巻ノ七十一 - 三谿郡、下（辻村、檜村、矢井村、海田原村、矢野地村、敷地村、長田村、志幸村、木乗村、三良坂村、多利村、岡田村、江田川之内村、小田幸村、大田幸村、海渡村、高杉村、廻り神村、糸井村、三若村、有原村、石原村、上田村）
- 巻ノ七十二 - 世羅郡、上（統略、臺歩村、飯田村、敷名村、上野山村、横坂村、吉原本郷村、吉原中村、黒川村、蔵宗村、上津田村、下津田村、小国村、津口村、萩原福田村、萩原本郷村、篠村、下徳良村、上徳良村、加茂村、田打村、青山村、中原村、重永村、堀越村、寺町村、青永村、京丸村、山中福田村、長田村、黒淵村、安田村、戸張村、徳市村、宇賀村）
- 巻ノ七十三 - 世羅郡、下（小童村、別迫村、青近村、松崎村、小谷村、伊尾村、西上原村、東上原村、赤屋村、井堀村、太田本郷村、河尻村、小世良村、甲山町村、三郎丸村、西神崎村、東神崎村）
- 巻ノ七十四 - 御調郡、一（統略、和泉村、和草村、土倉村、下津村、恵木村、麻生村、吉田村、丸門田村、下山田村、野間村、徳永村、大原村、綾目村、高尾村、公文村、貝箇原村、宇津戸村、諸毛村、大山田村、小国村、釜窪村、大町村、河面村、三郎丸村、河南村、本村、千堂村、僧殿村、篠根村、浦邊村、畑村、中野村、仁野村、大塔村、大蔵村、白太村）
- 巻ノ七十五 - 御調郡、二（小原村、菅村、菅山方村、菅平村、菅花尻村、菅岩根村、菅中原村、菅江田村、菅平木村、市原村、神村、太田村、国守村、丸河南村、今田村、上野村、津蟹村、堺原村、篝村、垣内村、野串村、深村、山中村、宮内村、福井村、矢中村、美生村、本庄村、市村、木門田村、本郷村、久山田村）
- 巻ノ七十六 - 御調郡、三（梶山田村、木梨村、猪子追村、白江村、三成村、栗原村、吉和村、木原村）
- 巻ノ七十七 - 御調郡、四（尾道浦、同後地）
- 巻ノ七十八 - 御調郡、五（西野村、三原、東野村）
- 巻ノ七十九 - 御調郡、六（岩子島村、向島東村、向島西村）
- 巻ノ八十 - 御調郡、七（因島、統略、立花村、重井村、田熊村、大濵村、中之庄村、土生村、椋の浦、加賀美浦、外の浦、三の庄村、外附）

### 西備名区略例
- 計6巻

### 姓氏略例
- 計3巻

## 活字化
昭和初期になって郷土史家の得能正通により活字製本化が行われ、『備後叢書』に収録された。
最初は著者自筆原本が得られなかった。第一巻のみ吉備津神社奉納の原本が得られたものの、外は中戸千葉之進氏所蔵の写本を底本として、沼名前神社宮司の金原利通や吉備津神社宮司の追林順太郎、安那郡の土肥七郎らの所蔵本を借り受け参照しながた校訂を進めた。また不明文字については文学博士和田英松に照会をするなど、方々の人脈を活用した。
45巻、46巻、48巻は、同年7月10日により所蔵本を借り受けて校訂を進めた。印刷着手の後において、ようやく原本を借覧することができ、その大体において照較した。一字一句を対照して更に校訂したのは、実にその発刊後であった。しかも深津郡のうち巻第27は原本散佚のため、写本のままである。ただし、原本の方が誤りであるという部分も多かった。
原本の大部分は、吉備津神社に奉納されたが、何らかの理由で著者裔孫の家に回収され、山手村の三谷家本宅に保存されていた。交渉の末、1931年（昭和6年）1月21日のようやく閲覧することができた。
1931年（昭和6年）7月7日、『備後叢書』の第五巻として、初巻ー序、凡例、引用書目、惣編目録、巻25～31（深津郡）、巻32～36（安那郡）が発行された。

## 評価
著者自身は初巻凡例において、「福山藩領内は事蹟が豊富な一方、天領、広島藩領、中津藩領については情報が少なく、詳しくない」旨を記している。
郷土史家の濱本清一（鶴賓）は得能正通に当てた書簡にて、「殊に喜ぶべきは碑伝説の末までも忠実に捃摭して余さず、以て公人の批判に任したことである。」と記し、正確な資料のみを鑑別するのではなく、何らの遅疑なく悉く採録して後世に遺したことこそが、前賢のとるべき道であったと評価した。特に『備陽六郡志』や『福山志料』が疎略にした各村落の古城主の研究は西備名区で最も力を注いだ部分であり、一番の難事業であっただろうとも評している。